# 總理之夫
《總理之夫》（日語：総理の夫）為原田舞葉所著之日本小說，並於2021年改編成電影。

## 劇情概要
該小說講述的是虛構的日本首位女內閣總理大臣相馬凛子和她丈夫之間的故事。

## 電影
於2021年9月23日上映。由河合勇人執導、田中圭、中谷美紀主演。
在同年9月25日播出的『蜡笔小新』中、飾演相馬日和的田中圭和飾演相馬凛子役的中谷美紀作為聲優出演了本作品的角色。。

### 演員
- 相馬日和：田中圭
- 相馬凛子：中谷美紀
- 富士宮あやか：貫地谷栞
- 島崎虎山：工藤阿須加
- 伊藤るい：松井愛莉
- 徳田実：木下ほうか
- 幡ヶ谷卓：長田成哉
- 窪塚豊：関口まなと
- 阿部久志：米本学仁
- 国広富之
- 衆議院議長：寺田農
- 相馬多和：片岡愛之助
- 小津智祐：嶋田久作
- 相馬崇子：余貴美子
- 原久郎：岸部一徳

### 製作團隊
- 原作：原田舞葉『総理の夫 First Gentleman』
- 監督：河合勇人
- 脚本：松田沙也、杉原憲明
- 音楽：富貴晴美
- 主題歌：miwa「アイヲトウ」（日本索尼音樂娛樂）
- 監製：福家康孝、柳迫成彦、三輪祐見子
- 企劃/製作：谷戸豊、橋本恵一
- 製作人：山本章
- 聯合製作人：小久保聡、大森氏勝
- 選角製作人：福岡康裕
- 宣傳製作人：小沼賢宜
- 攝影：木村信也
- 燈光：石黒靖浩
- 美術：黒瀧きみえ
- 録音：日下部雅也
- 編輯：瀧田隆一
- 装飾：鈴村高正
- 視覺特效總監：赤羽智史
- 服裝：遠藤良樹
- 髮型：百瀬広美
- 編劇：杉本友美
- 選曲：長澤佑樹
- 音效：松井謙典
- 副導演：木ノ本豪
- 製作人：赤間俊秀
- 經銷：東映、日活
- 製作：「總理之夫」製作委員会（日活、東映、朝日電視台、Tristone Entertainment（日语：トライストーン・エンタテイメント）、朝日放送電視台、羅森娛樂（日语：ローソンエンタテインメント）、東映影像（日语：東映ビデオ）、日本社（日语：実業之日本社））

### 相關商品
- 總理之夫 [DVD]（2022年2月9日發售）
- 總理之夫 [Blu-ray]（2022年2月9日發售）

## 外部連結
- 小説
  - 原田マハ氏『総理の夫』インタビュー 前編 （页面存档备份，存于） - 実業之日本社
  - 原田マハ氏『総理の夫』インタビュー 後編 （页面存档备份，存于） - 実業之日本社
- 電影
  - 映画『総理の夫』公式サイト （页面存档备份，存于）
  - 【公式】映画『総理の夫』的X（前Twitter）
- 豆瓣电影上《總理之夫》的資料 （简体中文）